# Koizumi Junsaku
Pour les articles homonymes, voir Koizumi (homonymie).
Koizumi Junsaku (小泉淳作) (né le 26 octobre 1924 à Kamakura – mort le 9 janvier 2012 à Yokohama), est un peintre et potier japonais.

## Biographie
Il a peint les plafonds du temple Kennin-ji à Kyoto (2002) et du Kenchō-ji à Kamakura (2003).